# Загаце (Малопольське воєводство)
Загаце (пол. Zagacie) — село в Польщі, у гміні Черніхув Краківського повіту Малопольського воєводства.
Населення — 797 осіб (2011).
У 1975-1998 роках село належало до Краківського воєводства.

## Демографія
Демографічна структура станом на 31 березня 2011 року:
|          | Загалом | Допрацездатний вік | Працездатний вік | Постпрацездатний вік |
| -------- | ------- | ------------------ | ---------------- | -------------------- |
| Чоловіки | 386     | 90                 | 264              | 32                   |
| Жінки    | 411     | 79                 | 262              | 70                   |
| Разом    | 797     | 169                | 526              | 102                  |